# Чортомлик (річка)
Чортомли́к — річка в Україні, в межах Нікопольського району Дніпропетровської області. Права притока Дніпра (басейн Чорного моря).

## Опис
Довжина 47 км, площа водозбірного басейну 316 км². Похил річки 1 м/км. Долина трапецієподібна, завширшки до 2 км. Заплава двостороння. Річище слабозвивисте. Споруджено кілька ставків та водосховище. Використовується на сільськогосподарські потреби.

## Розташування
Чортомлик бере початок на північний схід від села Високе. Тече переважно на південний захід, у пониззі — на південь. Впадає до Дніпра (в Каховське водосховище) при північній частині села Капулівка.
Річкова долина в пониззі затоплена водами Каховського водосховища і вважається однією з його заток.

## Основні притоки
Балка Довга (права); Сухий Чортомлик (ліва).

## Галерея

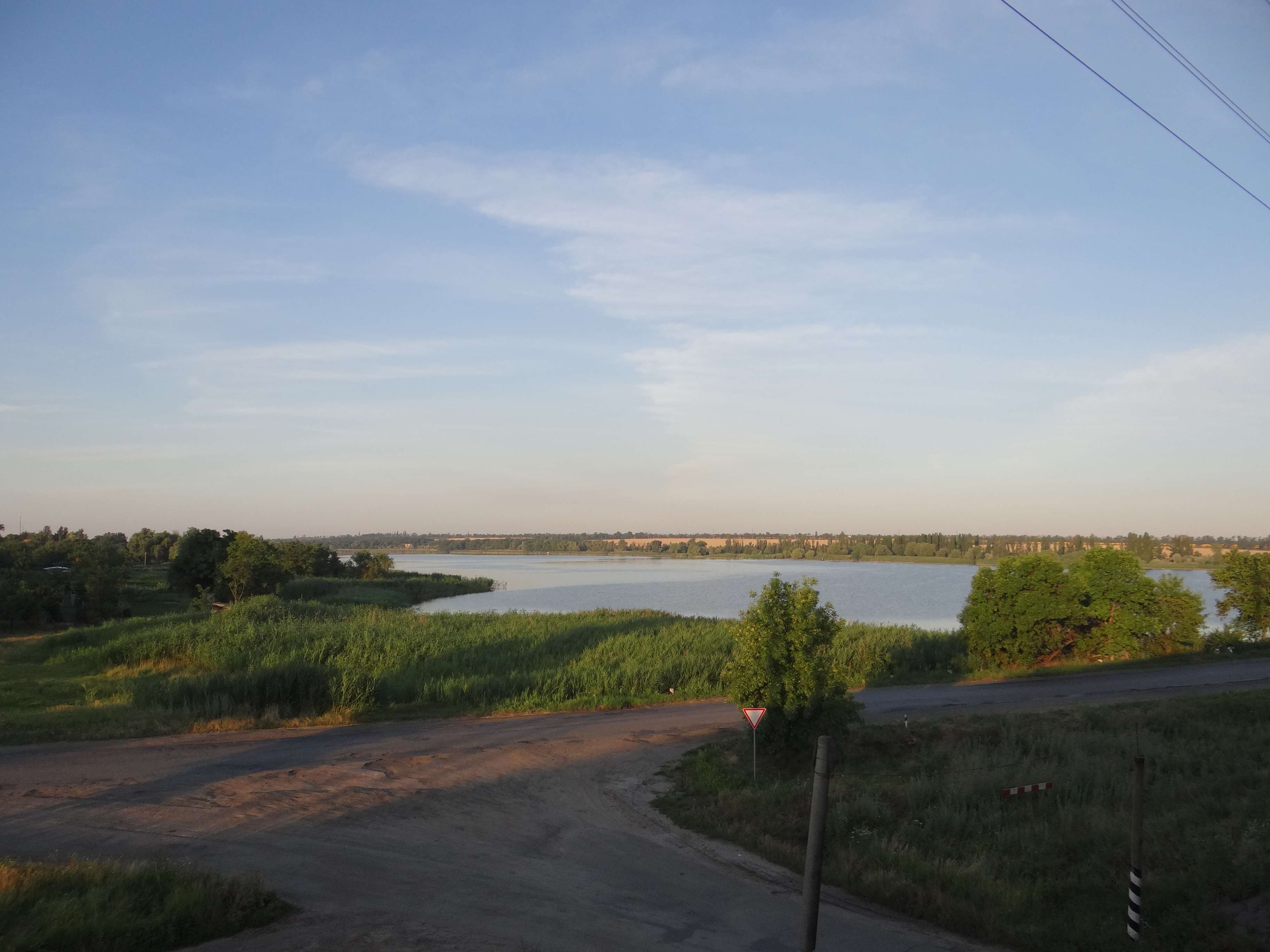
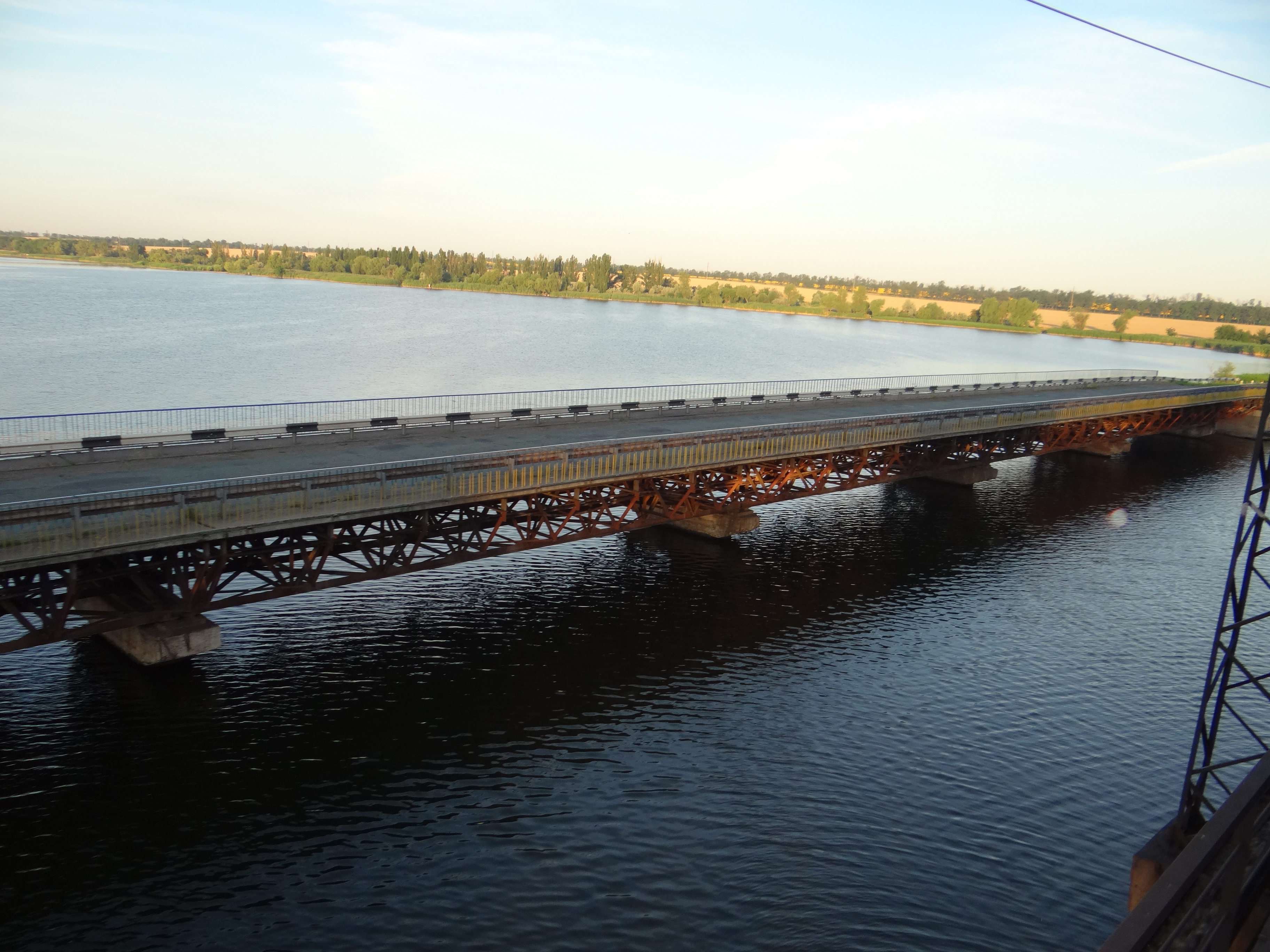